# Ovejas (ort)
Ovejas är en ort i Colombia.   Den ligger i departementet Sucre, i den norra delen av landet, 600 km norr om huvudstaden Bogotá. Ovejas ligger 250 meter över havet och antalet invånare är 13 284.
Terrängen runt Ovejas är platt åt sydost, men åt nordväst är den kuperad. Runt Ovejas är det ganska tätbefolkat, med 116 invånare per kvadratkilometer. Närmaste större samhälle är Los Palmitos, 17,7 km söder om Ovejas. Omgivningarna runt Ovejas är huvudsakligen savann.